# Dysschema
Dysschema är ett släkte av fjärilar. Dysschema ingår i familjen björnspinnare.

## Bildgalleri

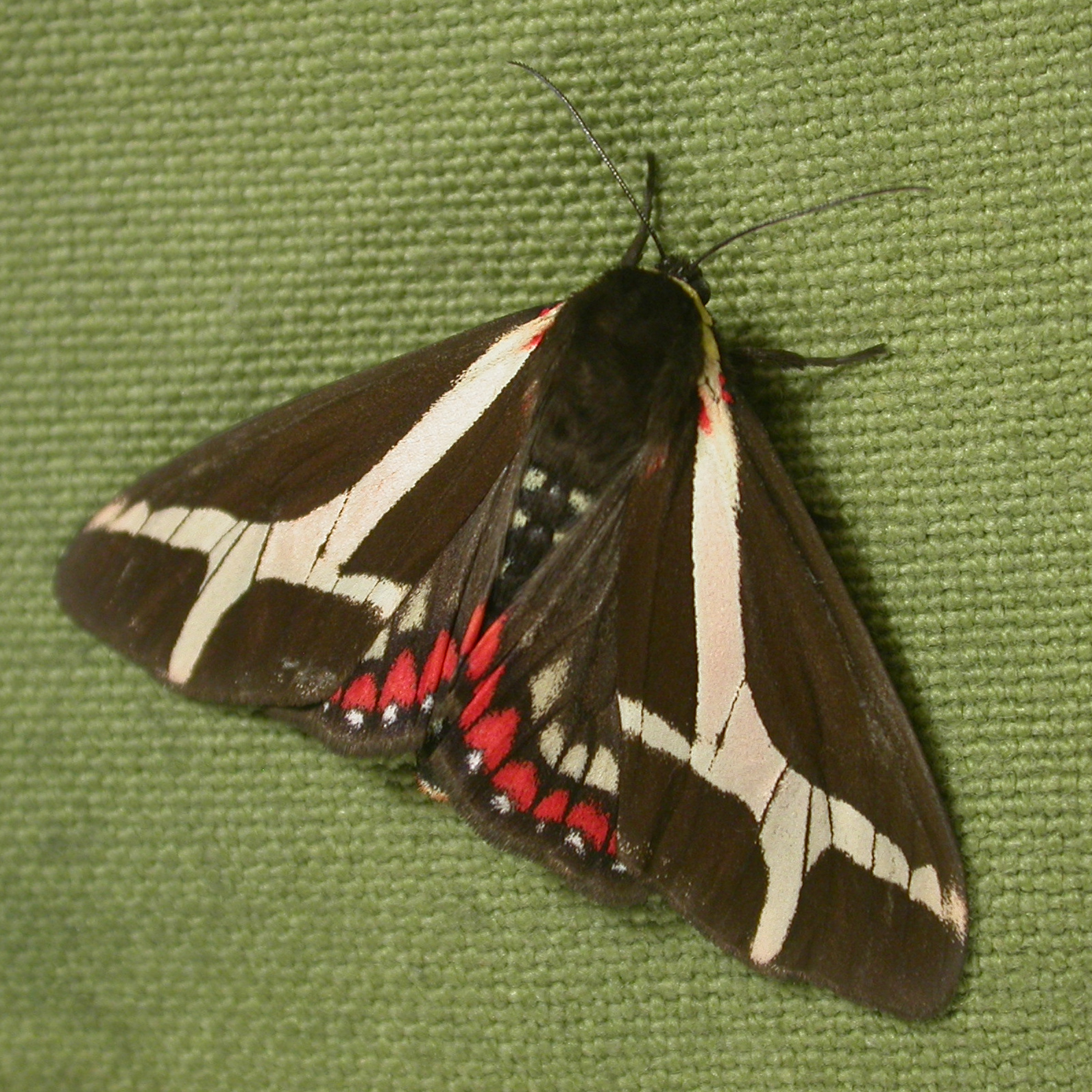

## Dottertaxa tillDysschema, i alfabetisk ordning[1]
- Dysschema aethiops
- Dysschema aglaura
- Dysschema albisarta
- Dysschema amphissa
- Dysschema anadema
- Dysschema aorsa
- Dysschema arema
- Dysschema biformis
- Dysschema bivittata
- Dysschema boisduvalii
- Dysschema brunnea
- Dysschema buckleyi
- Dysschema capella
- Dysschema centenaria
- Dysschema cerialis
- Dysschema constans
- Dysschema crassifascia
- Dysschema crucifera
- Dysschema cydon
- Dysschema damon
- Dysschema daphne
- Dysschema disjuncta
- Dysschema dissimulans
- Dysschema dissimulata
- Dysschema eurocilia
- Dysschema evanescens
- Dysschema fanatica
- Dysschema fantasma
- Dysschema fenestrata
- Dysschema flavimedia
- Dysschema flavopennis
- Dysschema flora
- Dysschema forbesi
- Dysschema formosissima
- Dysschema fortis
- Dysschema fulgorata
- Dysschema fulva
- Dysschema funeralis
- Dysschema gaumeri
- Dysschema grassator
- Dysschema guaranitica
- Dysschema heliconissa
- Dysschema hilara
- Dysschema hilarina
- Dysschema hodeva
- Dysschema holofernes
- Dysschema howardi
- Dysschema humeralis
- Dysschema hyalinipennis
- Dysschema hypoxantha
- Dysschema imitata
- Dysschema inclusa
- Dysschema indecisa
- Dysschema irene
- Dysschema iscariotes
- Dysschema jansonis
- Dysschema jaonis
- Dysschema joiceyi
- Dysschema larvata
- Dysschema leda
- Dysschema leonina
- Dysschema leptoptera
- Dysschema leucophaea
- Dysschema lucifer
- Dysschema lucretia
- Dysschema luctuosa
- Dysschema lunifera
- Dysschema lycaste
- Dysschema lygdamis
- Dysschema madana
- Dysschema magdala
- Dysschema marginalis
- Dysschema marginata
- Dysschema mariamne
- Dysschema mariane
- Dysschema melaina
- Dysschema melini
- Dysschema molesta
- Dysschema montezuma
- Dysschema mosera
- Dysschema moseroides
- Dysschema mutata
- Dysschema neda
- Dysschema nigerrima
- Dysschema nigrivenata
- Dysschema nigriventralis
- Dysschema nigrodiscalis
- Dysschema noctuites
- Dysschema nubila
- Dysschema obscura
- Dysschema obscurata
- Dysschema on
- Dysschema pagasa
- Dysschema palmeri
- Dysschema panamensis
- Dysschema paracelsus
- Dysschema parnassiodes
- Dysschema parnassioides
- Dysschema parviflava
- Dysschema perplexa
- Dysschema picta
- Dysschema porioni
- Dysschema postflava
- Dysschema practides
- Dysschema practidoides
- Dysschema praetides
- Dysschema principalis
- Dysschema recta
- Dysschema regalis
- Dysschema rhea
- Dysschema romani
- Dysschema rorata
- Dysschema rosina
- Dysschema rubrimargo
- Dysschema rubripicta
- Dysschema sacrifica
- Dysschema salome
- Dysschema salvatoris
- Dysschema schadei
- Dysschema semirufa
- Dysschema sibylla
- Dysschema splendidissima
- Dysschema staudingeri
- Dysschema subapicalis
- Dysschema subguttata
- Dysschema submarginata
- Dysschema superior
- Dysschema sylvia
- Dysschema talboti
- Dysschema terminata
- Dysschema thetis
- Dysschema thyridina
- Dysschema tibesina
- Dysschema tibesis
- Dysschema titan
- Dysschema trapeziata
- Dysschema tricolor
- Dysschema tristis
- Dysschema turbida
- Dysschema ultima
- Dysschema umbra
- Dysschema unifascia
- Dysschema unxia
- Dysschema vestalis
- Dysschema vidua
- Dysschema viduopsis
- Dysschema viuda
- Dysschema woodii
- Dysschema zeladon
- Dysschema zerbina